# Theridion hermonense
Theridion hermonense är en spindelart som beskrevs av Levy 1991. Theridion hermonense ingår i släktet Theridion och familjen klotspindlar.
Artens utbredningsområde är Israel. Inga underarter finns listade i Catalogue of Life.